# Jiří Jindřich Voračický z Paběnic
Jiří Jindřich Voračický z Paběnic (německy Georg Heinrich Woracziczky von Babienitz, * 1. června 1856) byl český šlechtic z rodu Voračických z Paběnic.

## Život
Narodil se jako syn Jindřicha a vnuk Jana Antonína Voračických z Paběnic. Měl bratra Jana (*1857)
Jiří Jindřich byl c. k. přísedící soudu a nadporučík v záloze u dragounů Pireta de Bichaim č. 9.
Držel panství Finkenek ve Štýrsku. On i jeho bratr Jan (*1857) měli další mužské potomky.